# Froid comme la vengeance
Froid comme la vengeance (The Contractor) est un film américain réalisé par Sean Olson, sorti en 2013.

## Synopsis
La famille Chase vient d'emménager dans une maison de rêve à Malibu. Elle engage Javier Reyes, un artisan, pour réaliser quelques travaux. Rapidement, Elizabeth, la mère, remarque le comportement étrange de ce monsieur
.....

## Fiche technique
- Titre original : The Contractor
- Titre français : Froid comme la vengeance
- Réalisation : Sean Olson
- Scénario : Peter Sullivan, Sean Olson et Bradford Holt
- Photographie : Joseph M. Setele
- Musique : Jason Brandt
- Pays d'origine :  États-Unis
- Langue originale : anglais
- Durée : 115 minutes
- Dates de sortie : 
  - États-Unis : 10 septembre 2013
  - France : 5 novembre 2013 (diffusé directement à la télévision sur M6)

## Distribution
- Danny Trejo (V. F. : Antoine Tomé) : Javier Reyes
- Christina Cox (V. F. : Louise Lemoine Torrès) : Elizabeth Chase
- Brad Rowe (V. F. : Stéphane Pouplard) : Paul Chase
- Taylor Spreitler (V. F. : Karl-Line Heller) : Mckenzie Chase
- Arianne Zucker (V. F. : Laurence Crouzet) : Kate
- Eric Etebari (V. F. : Francis Benoît) : Elliott
- Drew Osborne (V. F. : Yoann Borg) : Chris
- Carlie Casey : Casey
- Maya Stojan (V. F. : Alice Taurand) : Maria Parra
- John Littlefield : Tony
- Rene Moran : Omar Reyes

Source et légende : Version française (V. F.) sur RS Doublage et selon le carton de doublage.